# Simonyella
Simonyella is een monotypisch geslacht van schimmels in de familie Roccellaceae. Het bevat alleen de soort Simonyella variegata.